# Драбовский район
Дра́бовский райо́н (укр. Драбівський район) — упразднённая административная единица на северо-востоке Черкасской области Украины. Административный центр — посёлок городского типа Драбов.

## География
Площадь — 1160 км².
Основные реки — Боярка, Бутовщина, Золотоношка, Ковраец, Козак, Крапивна, Мала Золотоношка, Малый Чумгак, Сухозгар, Сухая Оржица, Чумгак.
Район граничит на севере и северо-западе с Яготинским районом Киевской области, на северо-востоке — с Пирятинским, на востоке — с Гребёнковским районами Полтавской области, на юге и юго-западе — с Золотоношским, на юго-востоке — с Чернобаевским районами Черкасской области.

## История
Район образован 3 марта 1923 года. 12 ноября 1959 года к Драбовскому району была присоединена часть территории упразднённого Шрамковского района. 17 июля 2020 года в результате административно-территориальной реформы вошёл в состав Золотоношского района.

## Демография
Население района составляет 33 668 человек (данные 2019 г.), в том числе в городских условиях проживают 6 358 человек, в сельских — 27 310 человек.

## Административное устройство
Район включает в себя:
| - Поселковых советов: 1 - Сельских советов: 32 | - Посёлков городского типа: 2 - Сёл: 40 |

### Местные советы[6]
| - Драбовский поселковый совет - Безбородьковский сельский совет - Белоусовский сельский совет - Беспальчевский сельский совет - Богдановский сельский совет - Бойковщинский сельский совет - Бырловский сельский совет - Великохуторский сельский совет - Вершино-Згарский сельский совет - Демковский сельский совет - Драбово-Барятинский сельский совет - Жерноклевский сельский совет - Золотоношковский сельский совет - Кантакузовский сельский совет - Ковалевский сельский совет - Коломицкий сельский совет - Кононовский сельский совет | - Крыштоповский сельский совет - Левченковский сельский совет - Мехедовский сельский совет - Митлашевский сельский совет - Михайловский сельский совет - Мойсевский сельский совет - Нехайковский сельский совет - Остаповский сельский совет - Перервинцевский сельский совет - Погребский сельский совет - Рецюковщинский сельский совет - Рождественский - Свечковский сельский совет - Степановский сельский совет - Шрамковский сельский совет - Яворовский сельский совет |

## Населённые пункты
- 40 сёл: Безбородьки • Белоусовка • Беспальче • Богдановка • Бойковщина • Бырловка • Великий Хутор • Вершина-Згарская • Гай • Гречановка • Демки • Жерноклевы • Золотоношка • Казачье • Кантакузовка • Ковалевка • Ковтуновка • Коломицы • Кононовка • Крыштоповка • Левченково • Мехедовка • Митлашевка • Михайловка • Мойсевка • Нехайки • Новониколаевка • Олимпиадовка • Остаповка • Павловщина • Перервинцы • Перше Травня • Погребы • Приветное • Рождественское • Свечковка • Степановка • Тополи • Хомовщина • Яворовка
- 2 посёлка городского типа: Драбов • Шрамковка
- 9 посёлков: Ашановка • Бондаревка • Вишнёвое • Драбово-Барятинское • Квитневое • Козорезы • Кононовка • Рецюковщина • Червоная Дача

## Известные люди

### В районе родились
- Герой Советского Союза Куница, Семен Андреевич[7].
- Петриненко, Диана Игнатьевна (р.1930) — певица, народная артистка СССР (1975).

В селе Нехайки родился Дважды Герой Советского Союза И.Н.Степаненко в селе установлен Бронзовый бюст и в честь Героя самолет СУ-7.